# Alphonse Mingana
Alphonse Mingana nacido como Hurmiz Mingana en 1878 en la aldea de Sharansh, cercana a la ciudad de Zakho en el Imperio Otomano (actualmente Irak), fue un escritor asirio, teólogo, historiador, orientalista y sacerdote cristiano caldeo.